# Yevgueni Natsvin
Yevgueni Yúrievich Natsvin –en ruso, Евгений Юрьевич Нацвин– (Novosibirsk, URSS, 23 de septiembre de 1985) es un deportista ruso que compitió en natación. Ganó una medalla de plata en el Campeonato Europeo de Natación de 2004, en la prueba de 4 × 200 m libre.

## Palmarés internacional
| Campeonato Europeo | Campeonato Europeo | Campeonato Europeo | Campeonato Europeo |
| Año                | Lugar              | Medalla            | Prueba             |
| ------------------ | ------------------ | ------------------ | ------------------ |
| 2004               | Madrid (España)    | Medalla de plata   | 4 × 200 m libre    |